# 三庄村
三庄村（さんしょうそん）は、徳島県三好郡にあった村。現在の東みよし町中庄・毛田・西庄にあたる。

## 地理
- 山岳：日ノ丸山、風呂塔、火打山
- 河川：吉野川、加茂谷川、山口谷川

## 歴史
- 1889年（明治22年）10月1日 - 町村制の施行により、中庄村・毛田村・西庄村の区域をもって発足。
- 1959年（昭和34年）3月31日 - 加茂町と合併して三加茂町が発足。同日三庄村廃止。

## 交通

### 鉄道路線
- 日本国有鉄道
  - 徳島本線（現・徳島線）
    - 江口駅

現在は旧村域に三加茂駅が所在するが、当時は未開業。

### 道路
- 国道192号